# Фернандес, Жулиа
Жулиа Фернандес Ариса (кат. Julià Fernández Ariza; род. 19 ноября 1974, Андорра-ла-Велья) — андоррский футболист, защитник. Выступал за клубы «Андорра» и «Санта-Колома».
С 1998 года по 2009 год являлся игроком национальной сборной Андорры, за которую провёл 36 матчей и забил 1 гол.

## Биография

### Клубная карьера
В сезоне 1997/98 выступал в Сегунде B за клуб «Андорра» из столицы одноимённого княжества. Фернандес сыграл в 18 матчах. В 2001 году перешёл в андоррскую «Санта-Колому». Летом 2001 года сыграл в 2 матчах отборочного раунда Кубка УЕФА против югославского «Партизана», в одной из игр он отметился забитым голом. Вместе с командой становился чемпионом и обладателем Кубка Андорры. В августе 2003 года сыграл в двух отборочных матчах Кубка УЕФА против датского «Эсбьерга». С 2003 по 2004 год вновь выступал за «Андорру».
В 2004 году вернулся в «Санта-Колому». В июле 2004 года сыграл в двух поединках первого квалификационного раунда Кубка УЕФА против боснийской «Модричи». В первом раунде квалификации Кубка УЕФА 2007/08 команда играла против израильского «Маккаби» из Тель-Авива. Благодаря голу Фернандеса «Санта-Колома» одержала на своём поле минимальную победу (1:0). Эта победа стала первой для команд из Андорры в европейских соревнованиях. В гостях андоррцы проиграли (0:4) и выбыли из турнира. В июле 2008 года сыграл в двух матчах первого квалификационного раунда Лига чемпионов против литовского «Каунаса». В июле 2009 года принял участите в двух играх второго квалификационного раунда Лиги Европы против швейцарского «Базеля».
В 2013 году Жулиа Фернандес завершил карьеру игрока, сыграв за «Санта-Колому» в еврокубках 12 матчей и забив 2 гола. После завершения карьеры футболиста Фернандес стал работать в руководстве «Санта-Коломы».

### Карьера в сборной
29 июня 1998 года дебютировал в национальной сборной Андорры в товарищеской игре против Литвы. Главный тренер Маноэл Милуир выпустил Фернандеса вначале второго тайма вместо Анхеля Мартина. Эта игра являлась восьмой в истории сборной Андорры и завершилась ей поражением со счётом 0:4. В отборочном турнире на чемпионат мира 2002 Жулиа Фернандес сыграл всего в 3 матчах. В квалификации на чемпионат Европы 2004 провёл 8 игр.
В квалификации на чемпионат мира 2006 Жулиа сыграл в 9 встречах. В своей группе Андорра набрала 5 очков, что является лучшим результатом в отборах для страны. Тогда сборная обыграла Македонию (1:0) и дважды сыграла вничью, с той же Македонией (0:0) и Финляндией (0:0). 6 сентября 2006 года в отборочном матче на чемпионат Европы 2008 против Израиля Фернандес забил свой единственный гол за сборную. Гол андоррцев в этой встрече не позволил команде уйти от поражения со счётом (1:4). Всего же в отборе на первенство Европы 2008 он провёл 4 матча, забив 1 гол. Также Жулиа Фернандес принял участие в 3 играх отборочного турнира чемпионата мира 2010.
Всего за сборную Андорры провёл 36 матчей и забил 1 гол.

## Достижения
- Чемпион Андорры (3): 2002/03, 2007/08, 2009/10
- Серебряный призёр чемпионата Андорры (2): 2006/07, 2008/09
- Бронзовый призёр чемпионата Андорры (3): 2001/02, 2004/05, 2005/06
- Обладатель Кубка Андорры (5): 2003, 2005, 2006, 2007, 2009